# Lea Vergine
Lea Vergine (Nápoles, 5 de marzo de 1936 - Milán, 20 de octubre de 2020) fue una historiadora del arte italiana.

## Biografía
Vergine nació en Nápoles el 5 de marzo de 1936. Colaboró con muchas revistas italianas, incluido Corriere della Sera. En 1974, publicó su primer libro, titulado "Body art e storie simili: il corpo come linguaggio". Fue una de las primeras personas en promover el arte escénico.
Después de una exposición celebrada en Milán en 1980, así como otras en Roma, Venecia, Ámsterdam y Estocolmo, Vergine publicó "L'altra metà dell'avanguardia", 1910-1940, que estudia siglos de mujeres artistas. También ayudó a promover la carrera de Carol Rama. En 2016 publicó "L'arte non è faccenda di persona perbene", una memoria de su carrera.
Falleció el 20 de octubre de 2020 a la edad de 84 años en Milán a causa de COVID-19. Su esposo, el diseñador Enzo Mari, falleció un día antes a causa igualmente del COVID-19.

## Publicaciones
- Body art e storie simili: il corpo come linguaggio (1974)
- L'altra metà dell'avanguardia, 1910-1940: pittrici e scultrici nei movimenti delle avanguardie storiche (1980)
- La vita, forse l'arte (2014)
- L'arte non è faccenda di persone perbene (2016)